# Едуард Пернкопф
Едуард Пернкопф (нім. Eduard Pernkopf; 24 листопада 1888, Раппоттенштайн — 17 квітня 1955, Відень) — австрійський анатом.

## Біографія
Пернкопф вивчав медицину у Віденському університеті. Після завершення навчання в 1912 році став асистентом Фердинанда Гохштеттера в 2-му анатомічному інституті у Відні. В 1927 році став професором анатомії, а в 1933 році, після виходу на пенсію Гохштеттера, очолив кафедру анатомії. 27 квітня 1933 року вступив в НСДАП (квиток №1 616 421), в 1934 році — в СА, отримав звання оберштурмбанфюрера. З 1 квітня 1938 року — декан медичного факультету, з 1943 року — ректор Віденського університету. З 1939 року — член кореспондент, з 1940 року і до кінця життя — повноправний член Австрійської академії наук.
З 1937 року Пернкопф працював над анатомічним атласом «Топографічна анатомія людини», який завдяки дуже високій якості малюнків встановив нові стандарти графічного оформлення навчальних посібників з анатомії. В 1943 році в Берліні вийшов перший том атласу. В 1945 році Пернкопф був заарештований союзниками. В 1947 році звільнений і продовжив роботу над атласом. Пернкопф помер під час роботи над четвертим томом. Малюнки з атласу Пернкопфа досі використовуються в анатомічних сучасних посібниках.